# NGC 59
NGC 59 este o galaxie lenticulară din constelația Cetus (constelația Balena). Este localizată la RA 00h 15m 25.4s, dec −21° 26′ 42″ (J2000), și are o magnitudine aparentă de 13.1. Este posibil să facă parte din Grupul Sculptor. Are lungimea în jur de 14-17 ani lumină.